# Ió (heroi)
|  | No s'ha de confondre amb Io (nimfa). |

Ió (Ion,  Ἴων) fou el mític ancestre del jonis i és descrit com el fill d'Apol·lo i de Creusa (la filla d'Erecteu i esposa de Xutos).
Eurípides esmenta una història d'Ió que diu que Apol·lo va visitar a Creusa en una cova i quan va donar a llum a un fill, el deu el va portar a Delfos i el convertir en sacerdot al temple. Anys més tard Creusa i Xutos van anar a l'oracle a preguntar que havien de fer per tenir un hereu i l'oracle va dir que la primera persona que veurien en sortir seria el seu fill; i efectivament en sortint van veure Ió, que era fill de Creusa. Xutos el va acceptar com a fill, però Creusa va sospitar que es tractava d'un fill extra matrimonial de Xutos i el va enverinar amb sang de drac; però abans de beure'n Ió va adonar-se de la presència del verí i Creusa va fugir; Ió la va empaitar i l'anava a matar quan un sacerdot els va aturar i els va explicar la història que Ió era fill extra matrimonial de Creusa; mare i fill es van reconciliar i a Xutos no se li va dir res.
Temps després Xutos fou expulsat de Tessàlia pels seus germans Èol i Doros i se'n va anar al país d'Egíal a la costa nord del Peloponès, el que més endavant seria l'Acaia, on va morir. Ió va anar a la ciutat el rei de la qual, Selí, li va oferir la mà de la seva filla Hèlice, i a la mort de Selí, Ió el va succeir i els egialeus van rebre el nom de jonis; la ciutat d'Hèlice es va construir en honor de la reina.
Altres tradicions el fan rei d'Atenes.
Segons la mitologia va deixar quatre fills: Geleon, Aegicores, Argades, i Hoples, que van donar origen a les quatre classes d'atenencs. La llegenda diu que fou enterrat a Potamos.